# آیمن هناینی
آیمن هناینی (انگلیسی: Eyemen Henaini؛ زادهٔ ۴ مهٔ ۱۹۸۴) بازیکن فوتبال اهل فرانسه است.
از باشگاه‌هایی که در آن بازی کرده‌است می‌توان به باشگاه فوتبال قسنطینه، باشگاه ورزشی آمیان، باشگاه فوتبال سدان، و باشگاه فوتبال پاریس اف سی اشاره کرد.